# Volcán Tahual
Volcán Tahual är en vulkan i Guatemala. Den ligger i den södra delen av landet, 70 km öster om huvudstaden Guatemala City. Toppen på Volcán Tahual är 1 716 meter över havet, eller 281 meter över den omgivande terrängen. Bredden vid basen är 2,2 km.
Terrängen runt Volcán Tahual är huvudsakligen kuperad, men åt nordost är den platt. Runt Volcán Tahual är det ganska tätbefolkat, med 185 invånare per kvadratkilometer. Närmaste större samhälle är Jutiapa, 15,7 km söder om Volcán Tahual. Trakten runt Volcán Tahual består till största delen av jordbruksmark.